# Emma Ciardi
Emma Ciardi (Venezia, 13 gennaio 1879 – Venezia, 16 novembre 1933) è stata una pittrice italiana.

## Biografia
Figlia d'arte, è avviata in età giovanile alla pittura dal padre, Guglielmo Ciardi, protagonista con Favretto della Scuola veneziana del vero e dal 1894 titolare della cattedra di "Vedute di paese e di mare" all'Accademia di Belle Arti di Venezia.
Insieme al padre e al fratello Beppe Ciardi dipingono dal vero, come Guglielmo aveva imparato in Accademia quando, allievo di Domenico Bresolin, veniva portato dal maestro al cospetto della natura. Emma Ciardi è una donna per il tempo in cui si trova a vivere, a cavallo tra '800 e '900, fuori dagli schemi. Vive il passaggio tra l'Ottocento e il Novecento in mezzo a rivoluzioni epocali che trasformeranno il mondo, sceglie di inserirsi nell'alveo della tradizione del vedutismo che ha i suoi maestri nel Carlevarijs e in Canaletto, e lo fa con uno stile personale e inconfondibile.
Presenza costante alla Biennale (dal 1903 al 1932, eccetto l'edizione del 1926), viaggia, conosce l'inglese e il francese, porta in giro per il mondo il suo parlar veneziano, partecipa a tutte le più importanti rassegne d'arte nazionali (Torino, Milano, Firenze, Roma, Napoli) e Internazionali (Monaco di Baviera, Barcellona, Parigi, Buenos Aires, Pittsburgh, San Francisco), tiene sue personali a Londra (1910, 1913, 1928), Parigi (1914), New York (1924), Bruxelles (1925), Chicago (1924), i più accreditati galleristi le offrono i loro spazi per mostrare le sue opere a Milano, Londra, Parigi, New York, collezionisti di tutta Europa e d'America comprano suoi quadri, i giornali parlano di lei come "tra i pittori più interessanti e più personali, pittori e non pittrici perché la Ciardi è un artista tale da non aver bisogno di simile distinzione".
Non sono in molte le donne che possono fare del loro talento una professione, Emma lo fa e con spirito imprenditoriale inedito per una donna del principio del Novecento sposa il suo lavoro. Una vera star del tempo. Anche D’Annunzio passando per Venezia va a trovarla nel suo atelier dove, senza perdersi in “ciacole” lavora. Pensa che un pittore debba esprimersi con i suoi pennelli e colori e non con le parole, ripete: “Co le ciacole non si fanno i quadri”. Donna di poche parole e di molto lavoro (come scriveva di lei nel 1909 sul Corriere della Sera Ugo Ojetti), ottiene nei primi tre decenni del Novecento riconoscimenti di pubblico e critica e premi a Milano, Berlino, Londra, Parigi, Bruxelles, New York, San Francisco. Pittrice fecondissima, i suoi quadri sono disseminati in tutto il mondo, lavora per una committenza internazionale che da Venezia a Londra e da New York a Buenos Aires richiede i suoi quadri.

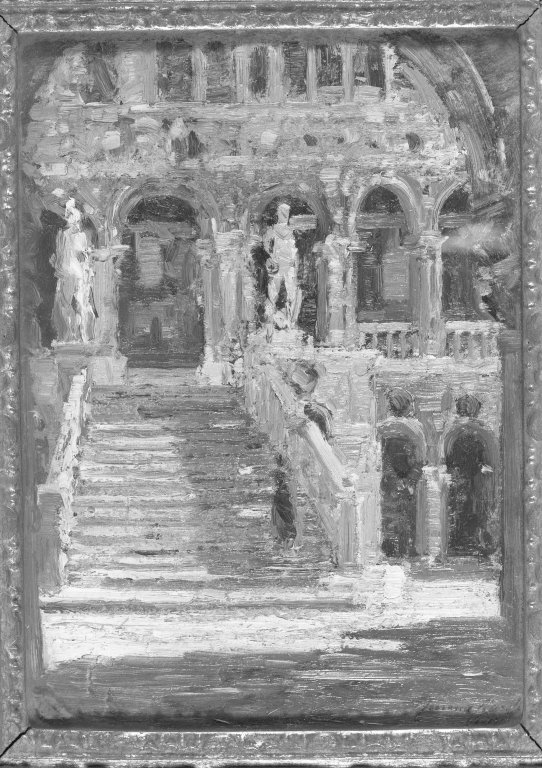
La Scala dei Giganti, 1911, Brooklyn Museum

Mentre Picasso dava inizio con il Cubismo a una vera e propria rivoluzione nel campo dell'arte sovvertendo il modo tradizionale di vedere un quadro e creando un evidente shock nel pubblico, il Futurismo lancia incendiari proclami sovvertitori della tradizione, Emma Ciardi s'inserisce nel grande filone della pittura veneziana vedutista. Studia e ama Guardi e, come Canaletto fa con la camera ottica, fotografa i motivi che la colpiscono o dipinge en plein air, come gli Impressionisti in parchi e giardini di aristocratiche dimore per poi elaborare l'impressione in studio. Scrive: “Ho fatto due studi, ma il dipinto non l'ho ancora trovato. Sono tinte che mi serviranno per comporre i quadri che sempre bisogna inventare”, evidente dichiarazione di poetica e prassi operativa.
Sceglie di ritrarre il paesaggio, fa ritratti di città con le quali viene a conoscenza Firenze, Londra, Parigi, Basilea, Bruges. Venezia e i giardini antichi popolati da dame e cavalieri antichi sono i grandi protagonisti del suo repertorio.
Nei giardini che la rendono famosa, parte dal vero, osserva e fissa il paesaggio che ha davanti agli occhi poi, in studio, fa entrare nelle composizioni una folla di personaggi vestiti in fogge settecentesche disponendoli sulla scena studiata dal vero. Non sono personaggi, attori (i suoi modelli sono manichini di legno alti due spanne che Emma stessa drappeggia con vesti settecentesche e tricorni), ma pure parvenze di luce, evocati per recitare la favola della vita. 
Per Emma il vero è la base, il trampolino verso il sogno. Le sue figurette, luminose come fossero emanazioni dei luoghi, si stagliano cromaticamente sui prati come gemme incastonate nel verde. 
La sua pittura leggera e brillante è densa di materia, bisogna guardare i suoi dipinti da vicino per apprezzare lo spessore ricco e pieno di colore del suo tocco pittorico. Usa spesso il bianco, ogni centimetro di pittura è una festa cromatica, una vera festa per gli occhi.
Nell'ultimo periodo della sua esistenza trova nuova ispirazione a Refrontolo, nella campagna trevigiana, dove compra una casa e si ritira nella quiete della campagna a dipingere. Qui, sopiti bisbigli e fruscii, idilli, danze e madrigali, vezzi e grazie (parole che tornano spesso nei titoli delle sue opere) è la natura che parla nei suoi quadri con grandiosa semplicità.
Se allora la pittura di Emma piaceva senza turbare, ancora oggi il suo mestiere sapiente, la sua pennellata minuta, fratta, brulicante di tinte, veloce, quel suo riuscire a evocare con un minimo tocco di pennello una gondola, un ombrellino, la chitarra di un Pierrot, con tocco sempre sicuro, senza ritocchi “i quadri va in malora se i xe titignai”, scintillante sa affascinare e sedurre.
Nei paesaggi addomesticati, nei cieli pettinati, nelle Venezie radiose e struggenti, insieme ad Emma cerchiamo la bellezza alla quale l'essere umano di tutti i tempi anela.
È sepolta a Venezia, nel cimitero monumentale di San Michele (Recinto VII, vt36, fila 5/a).

## Opere
Sue opere si trovano nelle raccolte museali di:
- Roma, Galleria Nazionale d'Arte Moderna (Rondini e farfalle, 1909);
- Torino, Galleria d'Arte Moderna (Tramonto sulla Giudecca);
- Treviso, Museo civico Luigi Bailo (Villa d'Este);
- Trieste, Museo Revoltella (Crepuscolo/Refrontolo);
- Trieste, Museo Civico Morpurgo, Motivo d'altri tempi, Primavera);
- Udine, Museo Civico d'Arte Moderna (Villa d'Este, Marina);
- Firenze, Galleria di Palazzo Pitti (Giardino, Carnevale in Piazzetta, Luce di ponente, 1924);
- Novara, Galleria Civica d'Arte Moderna (Nubi e luci, 1921; Marmi e acque, 1921);
- Venezia, Ca' Pesaro (Colonna di Nelson 1904, Bacino di San Marco, Pomeriggio luminoso a Refrontolo, 1932, Piazza San Marco nell'ultima sera di guerra, Fiaccolata dal Municipio, Venezia oscurata Canal Grande, Processione dopo la vittoria 1918, Venezia oscurata Campo San Barnaba, Ritorno del Colleoni, Ripristino del Colleoni);
- Venezia, Museo Correr (Messa in Piazza San Marco dopo la vittoria);
- Venezia, Pinacoteca Egidio Martini a Ca' Rezzonico (Canal Grande con Salute, Canale veneziano 1919, Canale Santi Giovanni e Paolo, Piazza e Basilica San Marco, Campo Santi Giovanni e Paolo, Partenza della regata, Bacino San Marco con San Giorgio);
- Londra, Tate Modern (Giorno diafano, 1924);
- Monaco di Baviera, Neue Pinakothek (La Portatina, 1905);
- Parigi, Centre Pompidou (Villa Rezzonico 1912, Il Giardino delle Muse, Il Giardino delle fonti /Jets d'eau);
- Toledo (Ohio), Museum of Art, (Sole di Primavera, Fiaba azzurra);
- Lima, Museo d'Arte italiana (Arianna, La scalinata della villa di Collodi).

Nella Scheda informativa manoscritta da Emma nel 1932, conservata all'Archivio Storico delle Arti Contemporanee di Venezia, la pittrice dichiara che sue opere sono state acquistate e si conservano in collezioni pubbliche a Vienna, New York, Monaco, Barcellona, Bruxelles, Washington, Orano e Buenos Aires.

## Galleria d'immagini

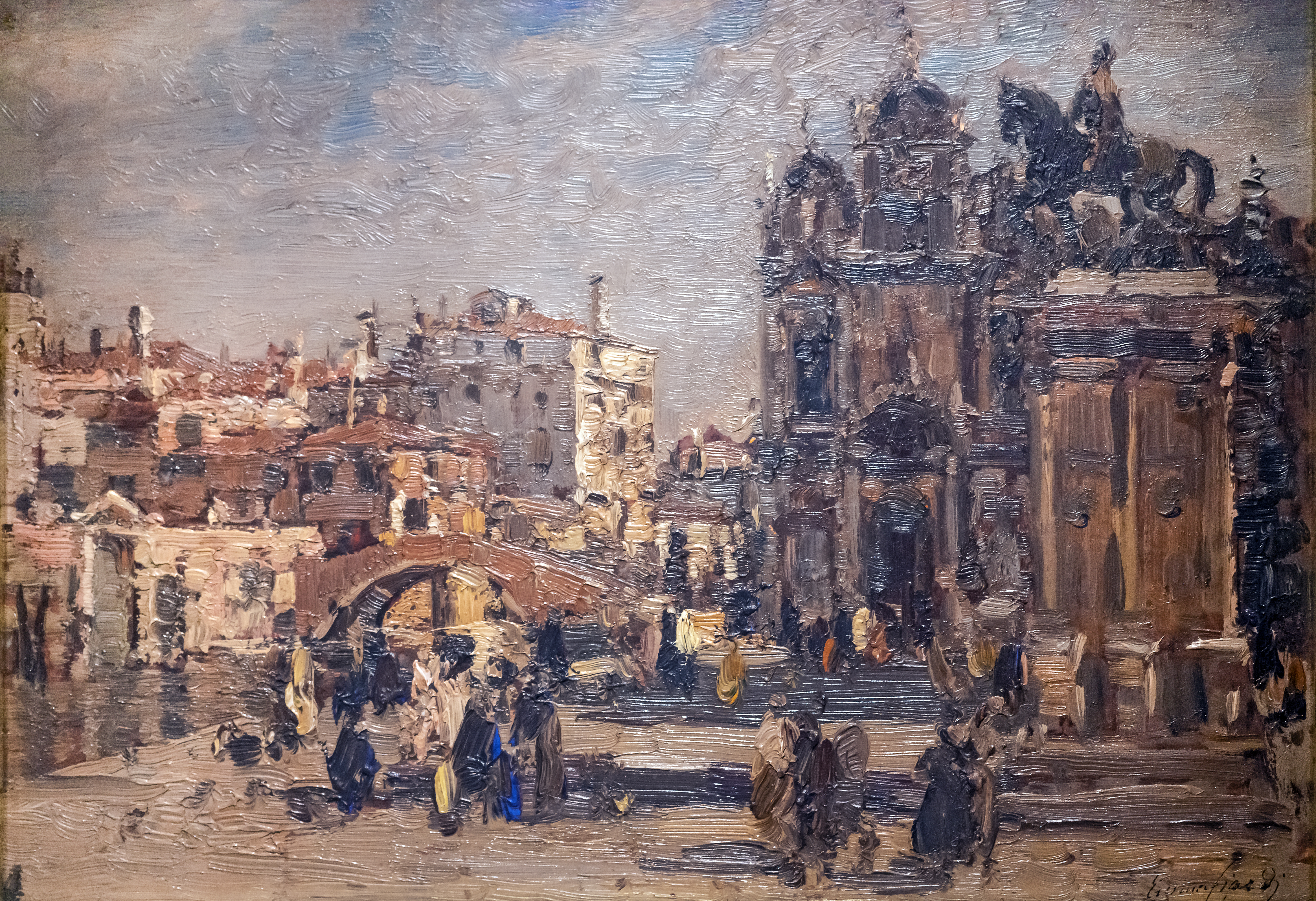
Canale Santi Giovanni e Paolo, Pinacoteca Egidio Martini, Ca' Rezzonico
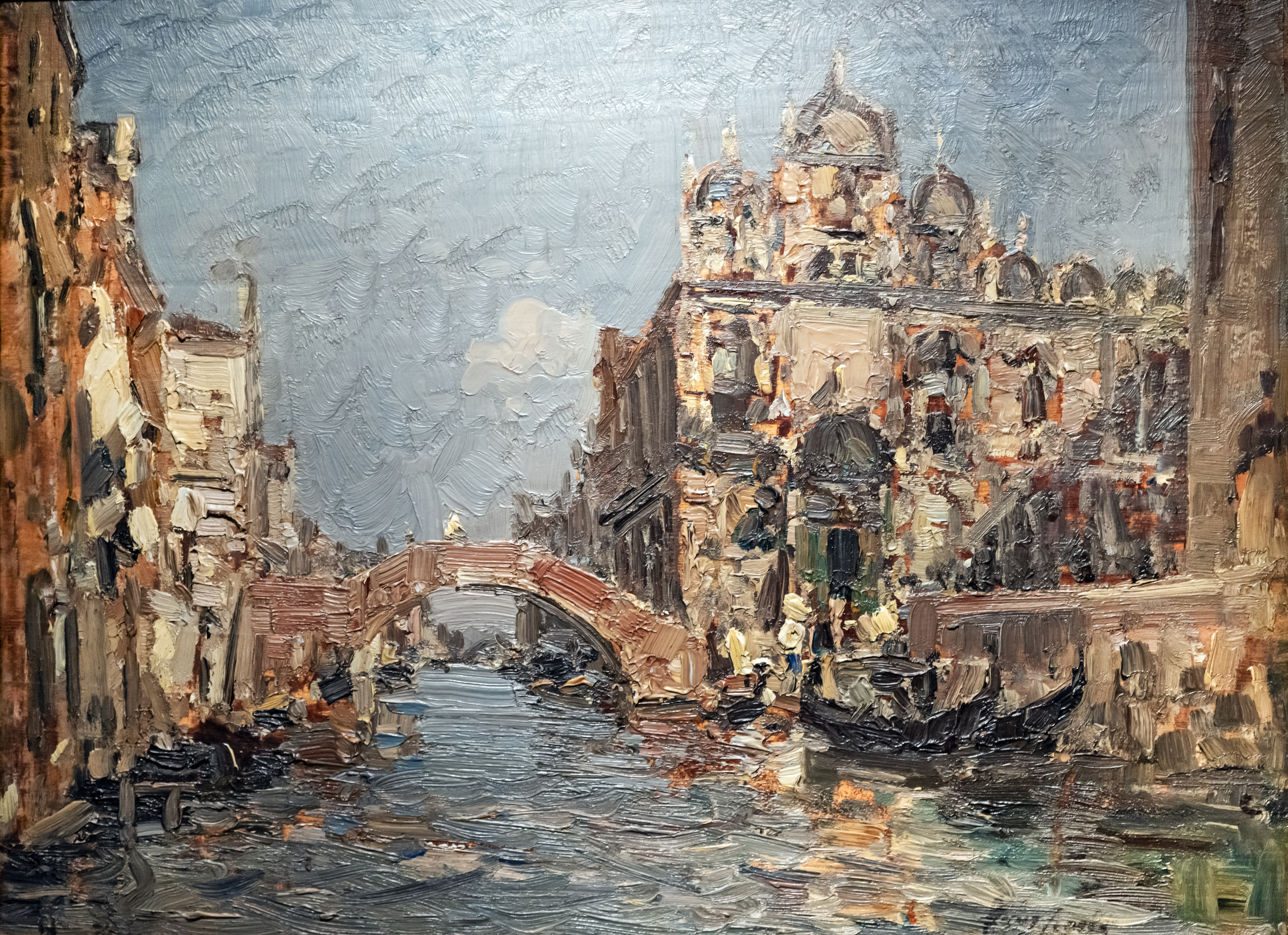
Canale dei Santi Giovanni e Paolo con la Scuola di San Marco, Pinacoteca Egidio Martini, Ca' Rezzonico
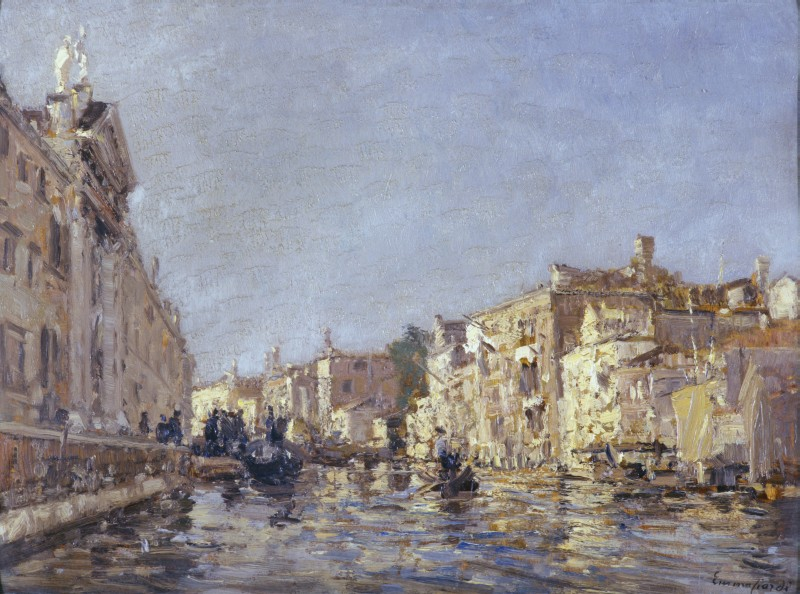
Rio di San Giovanni e Paolo a Venezia (1925), Collezioni d'arte della Fondazione Cariplo
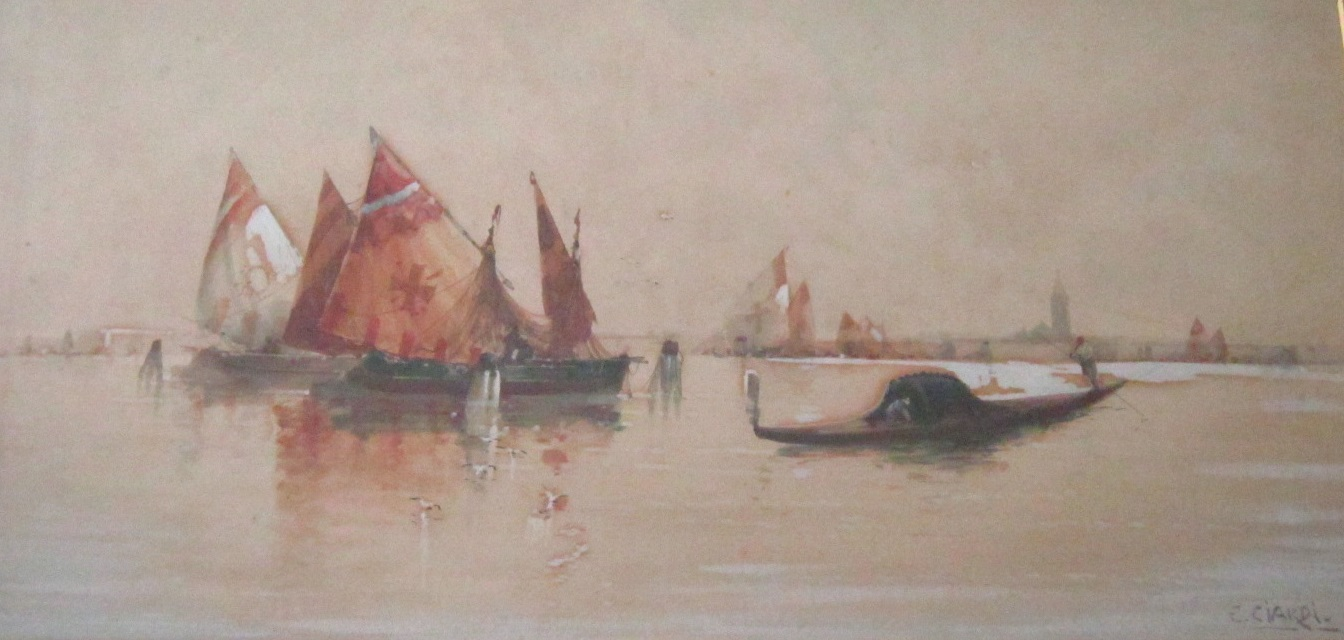
Barche sulla laguna veneziana, acquarello, 29 x 59 collezione privata